# Brigadir
Brigadir (angleško Brigadier) je čin v oboroženih silah. V rodu pomorstva Slovenske vojske mu ustreza čin kapitana (angleško Commodore).
Brigadir običajno poveljuje brigadi, ki šteje okoli 3000 oseb.
Mnoge države uporabljajo čin brigadnega generala namesto brigadirja. Čin brigadirja v Slovenski vojski ustreza v Natu činu brigadnega generala / OF-6.
Slovenska vojska :

## Oznake
- Brigadir (Avstrija)
- Brigadir (Združeno kraljestvo)